# Dorfkirche Hillmersdorf

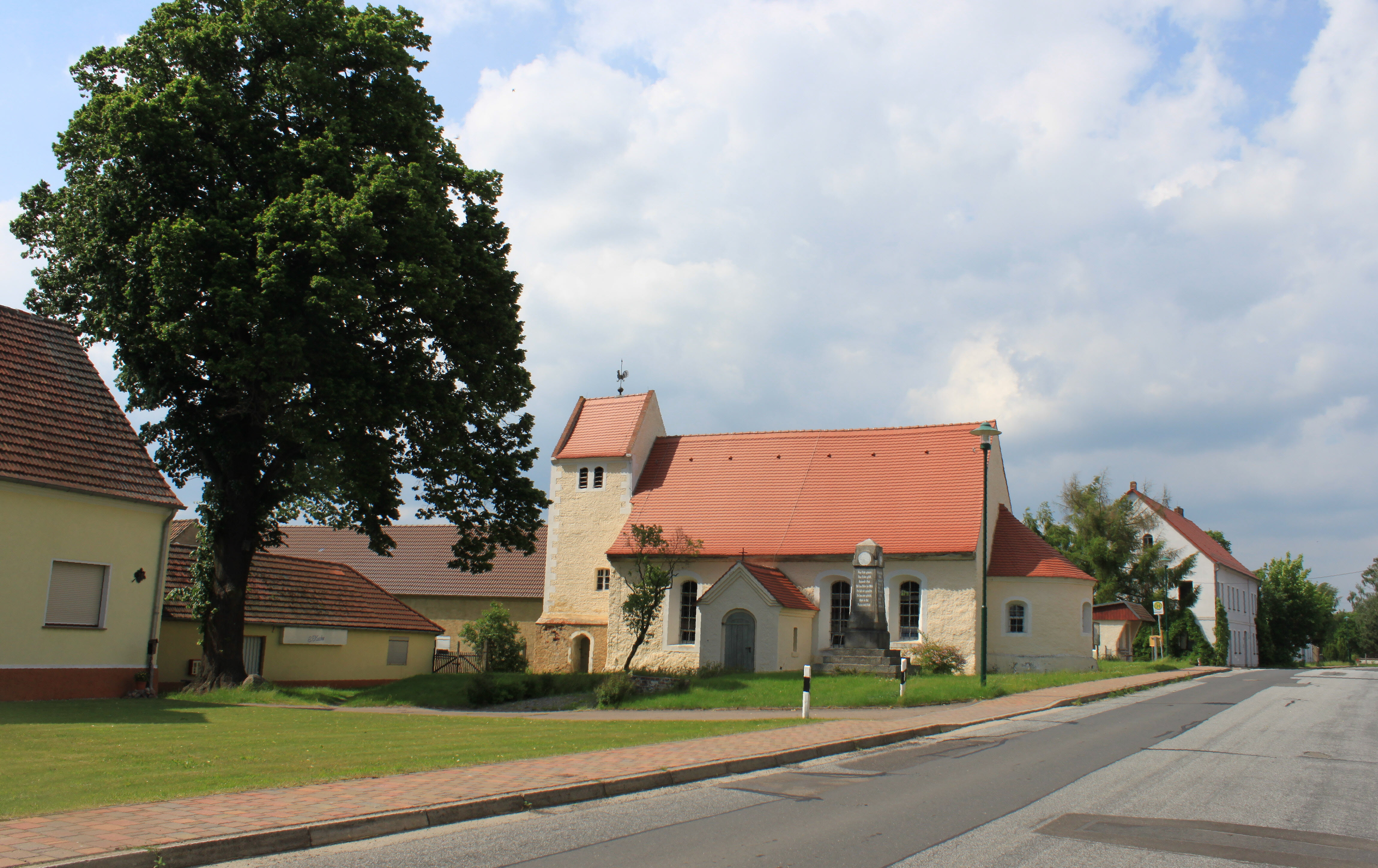
Dorfkirche Hillmersdorf

Die evangelische, denkmalgeschützte Dorfkirche Hillmersdorf steht in Hillmersdorf, einem Ortsteil der Gemeinde Fichtwald im Landkreis Elbe-Elster von Brandenburg. Sie gehört zum Kirchengemeindeverband Stechau-Hillmersdorf im Kirchenkreis Bad Liebenwerda der Evangelischen Kirche in Mitteldeutschland.

## Beschreibung
Das Langhaus wurde im 15. Jahrhundert aus verputzten Feldsteinen errichtet. Der Kirchturm im Westen und die halbrunde Apsis im Osten wurden im 17. Jahrhundert aus verputzten Backsteinen angefügt. Der Anbau an der Südseite des Langhauses, in dem sich das Portal befindet, stammt aus dem 19. Jahrhundert. Im Glockenstuhl hängen zwei Gussstahlglocken, die der Bochumer Verein 1921 und 1923 gegossen hat.
Der Innenraum der Apsis ist mit einer Flachdecke überspannt, der des Langhauses mit einem hölzernen Tonnengewölbe. Unter den dreiseitigen Emporen befinden sich vergitterte Patronatslogen. Zur Kirchenausstattung gehört ein Kanzelaltar aus der zweiten Hälfte des 18. Jahrhunderts, dessen Altarretabel sich zwischen korinthischen Säulen befindet. Auf der Brüstung der Kanzel ist die Kreuzigung dargestellt, im Giebel darüber die Trinität. Die Orgel mit acht Registern auf einem Manual und Pedal wurde 1834 von Johann Christoph Schröter dem Jüngeren gebaut und im 19. Jahrhundert umdisponiert.